# Nopcsa Ferenc (főispán)
Felső-szilvási báró Nopcsa Ferenc (Alsófarkadin (Hunyad megye), 1815. március 14. – Szacsal, 1904. június 24.) főispán, a főrendiház tagja, Erzsébet császárné és királyné főudvarmestere.

A báró felső-szilvási Nopcsa család címere

## Életútja
A magyar nemesi származású báró Nopcsa családban született. Apja báró felsőszilvási Nopcsa László (1794–1884), Hunyad vármegye főispánja 1848-ig, földbirtokos, anyja szent-léleki Kozma Ágnes (1795–1847) volt. Az apai nagybátyja idősebb báró felsőszilvási Nopcsa Elek (1775–1862) erdélyi udvari kancellár, a Lipót-rend nagy-keresztese és a Szent István-rend vitéze, földbirtokos, aki 1855. december 31-én osztrák bárói rangot nyert. Mivel idősebb Nopcsa Elek báró gyermektelen volt, e bárói ág kihalásához közeledvén, 1856. szeptember 18-án kelt legfelsőbb elhatározással a bárósság idősebb Nopcsa Eleknek testvérére, Nopcsa László, volt hunyadmegyei főispánra, ráruháztatott, amelyet az uralkodott megerősített. Ferenc József magyar király 1874. május 14-én végül magyar bárói címet adományozott Nopcsa Ferenc és öccse ifjabb Nopcsa Elek számára.
Nopcsa László főispán és első felesége, fia, Nopcsa Elek testvérbátyja. Neveltetését a Theresianumban nyerte, 1834-ben hadnagy lett a herceg Schwarzenberg nevét viselő dsidás ezredben. 1836-ban a Radetzky nevét viselő huszároknál főhadnaggyá, majd kapitánynyá lépett elő, de 1843-ban bucsút mondott a katonai pályának, melyen 1840-től 1842-ig egyszersmind Károly Ferdinánd főhercegnek udvari kamarása volt. Megválván a katonai szolgálattól, mint magánzó élt és nagyobb utazást tett külföldön; különösen Olaszországban tartózkodott hosszabb ideig és Velencében levéltári kutatásokat tett, hogy a magyar történelemre vonatkozólag gyűjtsön adatokat. A közpályán 1861-ben tűnt fel először, midőn az alkotmányos megyék visszaállításával Hunyad vármegye főispánja lett, mely székben atyja, László 1848-ig vezette a megye ügyeit. 1867-ben az ő felsége körüli minisztériumba lépett mint államtitkár, de ez állásától nemsokára megvált, Erzsébet királyné főudvarmesterévé neveztetvén ki, mely méltóságáról 1894-ben aggkorára való tekintettel lemondott. Császári és királyi kamarás és valóságos belső titkos tanácsos. 1873-ban a Lipót-rend nagy keresztjét nyerte. A főrendiház újjászervezésekor kineveztetett annak tagjává.
Régi okleveleket közölt a Magyar Tudományos Értekezőben (1862. II.). Országgyűlési beszédei a Naplókban vannak.
Arcképe: Kőnyomat, Marastoni J. rajza a Hajnalban (1867.)